# Roberto Carballés Baena
Roberto Carballés Baena, född 23 mars 1993, är en spansk tennisspelare. Carballés Baena har som högst varit rankad på 72:a plats på ATP-singelrankingen, vilket han nådde i februari 2018.

## Karriär
Carballés Baena vann sin första singeltitel på ATP-touren i februari 2018 då han besegrade Albert Ramos Viñolas i finalen av Ecuador Open. I februari 2020 tog Carballés Baena sin första dubbeltitel på ATP-touren tillsammans med Alejandro Davidovich Fokina då de besegrade Marcelo Arévalo och Jonny O'Mara i finalen av Chile Open.

## ATP-finaler i kronologisk ordning

### Singel: 1 (1 titel)
| Teckenförklaring                  |
| --------------------------------- |
| Grand Slam turneringar (0–0)      |
| ATP World Tour Finals (0–0)       |
| ATP World Tour Masters 1000 (0–0) |
| ATP World Tour 500 Series (0–0)   |
| ATP World Tour 250 Series (1–0)   |

| Finaler efter underlag |
| ---------------------- |
| Hard court (0–0)       |
| Grus (1–0)             |
| Gräs (0–0)             |

| Resultat | V–F | Datum         | Turnering             | Kategori   | Underlag | Motståndare          | Resultat      |
| -------- | --- | ------------- | --------------------- | ---------- | -------- | -------------------- | ------------- |
| Vinnare  | 1–0 | Februari 2018 | Ecuador Open, Ecuador | 250 Series | Grus     | Albert Ramos Viñolas | 6–3, 4–6, 6–4 |

### Dubbel: 1 (1 titel)
| Teckenförklaring                  |
| --------------------------------- |
| Grand Slam turneringar (0–0)      |
| ATP World Tour Finals (0–0)       |
| ATP World Tour Masters 1000 (0–0) |
| ATP World Tour 500 Series (0–0)   |
| ATP World Tour 250 Series (1–0)   |

| Finaler efter underlag |
| ---------------------- |
| Hard court (0–0)       |
| Grus (1–0)             |
| Gräs (0–0)             |

| Resultat | V–F | Datum         | Turnering         | Kategori   | Underlag | Medspelare                  | Motståndare                  | Resultat      |
| -------- | --- | ------------- | ----------------- | ---------- | -------- | --------------------------- | ---------------------------- | ------------- |
| Vinnare  | 1–0 | Februari 2020 | Chile Open, Chile | 250 Series | Grus     | Alejandro Davidovich Fokina | Marcelo Arévalo Jonny O'Mara | 7–6(7–3), 6–1 |